# Tschechische Meisterschaften im Biathlon 2009
Die Tschechischen Meisterschaften im Biathlon fanden vom 27. bis 28. Dezember 2009 in Jablonec nad Nisou für Frauen und Männer in den Sprint- und Verfolgungswettbewerben statt.
Bei den Männern gewann Michal Šlesingr beide Titel, auch Zdeněk Vítek war mit zwei Bronzemedaillen in beiden Rennen erfolgreich. Bei den Frauen gewann Magda Rezlerová beide Rennen vor Zdeňka Vejnarová. Bei den Männern wie bei den Frauen dominierten Athleten des SKP Jablonec. Biathleten des Vereins gewannen alle Medaillen und besetzen auch alle weiteren Spitzenpositionen. Mit Lowell Bailey und Kevin Patzoldt aus den USA sowie Scott Perras aus Kanada nahmen auch drei Gaststarter an den Titelkämpfen teil.

## Männer

### Sprint – 10 km
| Platz | Starter         | Verein             | Zeit     | Schießfehler |
| ----- | --------------- | ------------------ | -------- | ------------ |
| 1     | Michal Šlesingr | SKP Jablonec       | 26:50,4  | 0            |
| 2     | Tomáš Holubec   | SKP Jablonec       | +36,4    | 1            |
| 3     | Zdeněk Vítek    | SKP Jablonec       | +44,9    | 1            |
| 4     | Jaroslav Soukup | SKP Jablonec       | +46,8    | 2            |
| 5     | Roman Dostál    | SKP Jablonec       | +56,3    | 2            |
| 6     | Vít Jánov       | SKP Jablonec       | +1:16,8  | 1            |
| 7     | Lowell Bailey   | Vereinigte Staaten | +1:39,0  | 3            |
| 8     | Scott Perras    | Kanada             | +2:34,7  | 5            |
| 9     | Kevin Patzoldt  | Vereinigte Staaten | +3:11,6  | 1            |
| 10    | Jiří Pliska     | Třebíč             | +5:01,6  | 2            |
| 11    | Luboš Schorný   | St. Město          | +8:05,2  | 2            |
| 12    | Jiří Koubek     | Kapslovna          | +9:06,0  | 3            |
| 13    | Martin Šmíd     | Střelka Brno       | +9:15,2  | 2            |
| 14    | Jan Doubek      | Manušice           | +10:26,9 | 3            |
| 15    | Milan Wurst     | Břidličná          | +11:26,8 | 5            |
| 16    | Milan Jandek    | Hostěradice        | +11:59,7 | 4            |
| 17    | Tomáš Pavlík    | Rover Praha        | +12:12,1 | 4            |
| 18    | Martin Smetana  | SKP Jablonec       | +12:16,1 | 4            |
| 19    | Jakub Němeček   | Rover Praha        | +14:53,2 | 5            |
| 20    | Vít Smetana     | Kapslovna          | +15:01,2 | 4            |
| 21    | Matěj Novotný   | Rover Praha        | +23:17,0 | 3            |
| dns   | Václav Navrátil | SKP Jablonec       |          |              |

Datum: 27. Dezember 2009

### Verfolgung – 12,5 km
| Platz | Starter         | Verein             | Zeit     | Schießfehler |
| ----- | --------------- | ------------------ | -------- | ------------ |
| 1     | Michal Šlesingr | SKP Jablonec       | 32:55,5  | 2            |
| 2     | Jaroslav Soukup | SKP Jablonec       | +19,6    | 4            |
| 3     | Zdeněk Vítek    | SKP Jablonec       | +28,2    | 2            |
| 4     | Roman Dostál    | SKP Jablonec       | +1:32,4  | 5            |
| 5     | Tomáš Holubec   | SKP Jablonec       | +2:04,2  | 2            |
| 6     | Vít Jánov       | SKP Jablonec       | +3:23,7  | 8            |
| 7     | Kevin Patzoldt  | Vereinigte Staaten | +5:22,4  | 2            |
| 8     | Luboš Schorný   | St. Město          | +7:14,5  | 2            |
| 9     | Jiří Pliska     | Třebíč             | +8:48,7  | 8            |
| 10    | Jiří Koubek     | Kapslovna          | +11:10,7 | 10           |
| 11    | Jan Doubek      | Manušice           | +12:04,0 | 6            |
| 12    | Milan Wurst     | Břidličná          | +12:39,1 | 6            |
| 13    | Martin Šmíd     | Střelka Brno       | +13:00,8 | 9            |
| 14    | Tomáš Pavlík    | Rover Praha        | +13:54,7 | 12           |
| 15    | Vít Smetana     | Kapslovna          | +13:57,6 | 6            |
| 16    | Václav Navrátil | SKP Jablonec       | +13:58,2 | 9            |
| 17    | Martin Smetana  | SKP Jablonec       | +15:16,9 | 8            |
| 18    | Milan Jandek    | Hostěradice        | +15:54,3 | 8            |
| 19    | Martin Pacner   | Rover Praha        | +15:56,9 | 5            |
| dns   | Jakub Němeček   | Rover Praha        |          |              |
| dns   | Matěj Novotný   | Rover Praha        |          |              |

Datum: 28. Dezember 2009

## Frauen

### Sprint – 7,5 km
| Platz | Starter            | Verein        | Zeit     | Schießfehler |
| ----- | ------------------ | ------------- | -------- | ------------ |
| 1     | Magda Rezlerová    | SKP Jablonec  | 25:27,0  | 1            |
| 2     | Zdeňka Vejnarová   | SKP Jablonec  | +53,7    | 1            |
| 3     | Veronika Vítková   | SKP Jablonec  | +2:06,3  | 3            |
| 4     | Miroslava Špácová  | SKP Jablonec  | +3:14,1  | 4            |
| 5     | Veronika Hořejší   | SKP Jablonec  | +5:29,1  | 1            |
| 6     | Michaela Buchtová  | KB Nove Město | +13:29,0 | 4            |
| 7     | Martina Nejmanová  | Rover Praha   | +24:29,8 | 4            |
| dnf   | Veronika Zvařičová | SKP Jablonec  |          |              |
| dnf   | Adéla Boudíková    | SKP Jablonec  |          |              |

Datum: 27. Dezember 2009

### Verfolgung – 10 km
| Platz | Starter            | Verein        | Zeit     | Schießfehler |
| ----- | ------------------ | ------------- | -------- | ------------ |
| 1     | Magda Rezlerová    | SKP Jablonec  | 31:09,9  | 5            |
| 2     | Zdeňka Vejnarová   | SKP Jablonec  | +24,3    | 4            |
| 3     | Miroslava Špácová  | SKP Jablonec  | +2:19,4  | 4            |
| 4     | Veronika Hořejší   | SKP Jablonec  | +2:34,2  | 4            |
| 5     | Adéla Boudíková    | SKP Jablonec  | +7:40,2  | 5            |
| 6     | Martina Nejmanová  | Rover Praha   | +32:08,3 | 12           |
| dnf   | Michaela Buchtová  | KB Nove Město |          |              |
| dns   | Veronika Vítková   | SKP Jablonec  |          |              |
| dns   | Veronika Zvařičová | SKP Jablonec  |          |              |

Datum: 28. Dezember 2009